# Astyanax

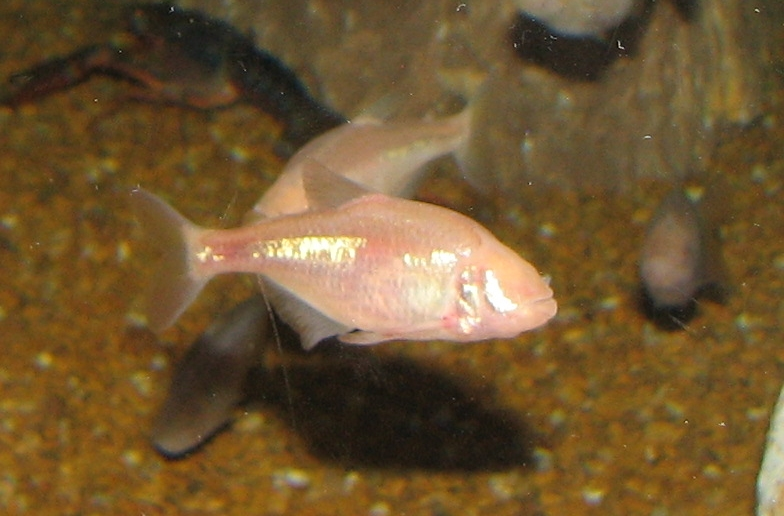
Astyanax mexicanus

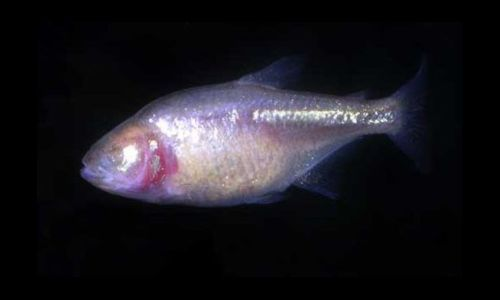
Astyanax sp.

Astyanax és un gènere de peixos de la família dels caràcids i de l'ordre dels caraciformes.

## Taxonomia
- Astyanax abramis (Jenyns, 1842))[2]
- Astyanax aeneus (Günther, 1860)[3]
- Astyanax altior (Hubbs, 1936)[4]
- Astyanax altiparanae (Garutti & Britski, 2000)[5]
- Astyanax angustifrons (Regan, 1908)[6]
- Astyanax anterior (Eigenmann, 1908)[7]
- Astyanax aramburui (Protogino, Miquelarena & López, 2006)[8]
- Astyanax argyrimarginatus (Garutti, 1999)[9]
- Astyanax armandoi (Lozano-Vilano & Contreras-Balderas, 1990)[10]
- Astyanax asuncionensis (Géry, 1972)[11]
- Astyanax atratoensis (Eigenmann in Eigenmann & Ogle, 1907)[12]
- Astyanax bimaculatus (Linnaeus, 1758)[13]
- Astyanax biotae (Castro & Vari, 2004)[14]
- Astyanax bockmanni (Vari & Castro, 2007)[15]
- Astyanax bourgeti (Eigenmann, 1908)[7]
- Astyanax brachypterygium (Bertaco & Malabarba, 2001)[16]
- Astyanax brevirhinus (Eigenmann, 1908)
- Astyanax caucanus (Steindachner, 1879)[17]
- Astyanax chaparae (Fowler, 1943)
- Astyanax chico (Casciotta & Almirón, 2004)
- Astyanax clavitaeniatus (Garutti, 2003)
- Astyanax cordovae (Günther, 1880)[18]
- Astyanax correntinus (Holmberg, 1891)
- Astyanax cremnobates (Bertaco & Malabarba, 2001)[19]
- Astyanax daguae (Eigenmann, 1913)
- Astyanax depressirostris (Miranda-Ribeiro, 1908)[20]
- Astyanax dnophos (Lima & Zuanon, 2004)
- Astyanax eigenmanniorum (Cope, 1894)
- Astyanax elachylepis (Bertaco & Lucinda, 2005)
- Astyanax endy (Mirande, Aguilera & Azpelicueta, 2006)[21]
- Astyanax epiagos (Zanata & Camelier, 2008)
- Astyanax erythropterus (Holmberg, 1891)
- Astyanax fasciatus (Cuvier, 1819)[22]
- Astyanax fasslii (Steindachner, 1915)
- Astyanax festae (Boulenger, 1898)
- Astyanax filiferus (Eigenmann, 1913)
- Astyanax gisleni (Dahl, 1943)[23]
- Astyanax giton (Eigenmann, 1908)
- Astyanax goyacensis (Eigenmann, 1908)[7]
- Astyanax gracilior (Eigenmann, 1908)
- Astyanax guaporensis (Eigenmann, 1911)[24]
- Astyanax guianensis (Eigenmann, 1909)
- Astyanax gymnogenys (Eigenmann, 1911)
- Astyanax hastatus (Myers, 1928)
- Astyanax henseli (Melo & Buckup, 2006)
- Astyanax hermosus (Miquelarena, Protogino & López, 2005)[25]
- Astyanax integer (Myers, 1930)[26]
- Astyanax intermedius (Eigenmann, 1908)
- Astyanax ita (Almirón, Azpelicueta & Casciotta, 2002)
- Astyanax jacobinae (Zanata & Camelier, 2008)
- Astyanax jacuhiensis (Cope, 1894)[27]
- Astyanax janeiroensis (Eigenmann, 1908)
- Astyanax jenynsii (Steindachner, 1877)
- Astyanax jordani (Hubbs & Innes, 1936)[28]
- Astyanax kennedyi (Géry, 1964)
- Astyanax kompi (Hildebrand, 1938)[29]
- Astyanax kullanderi (Costa, 1995)[30]
- Astyanax lacustris (Lütken, 1875)
- Astyanax latens (Mirande, Aquilera & Azpelicueta, 2004)
- Astyanax laticeps (Cope, 1894)[27]
- Astyanax leonidas (Azpelicueta, Casciotta & Almirón, 2002)[31]
- Astyanax leopoldi (Géry, Planquette & Le Bail, 1988)[32]
- Astyanax lineatus (Perugia, 1891)[33]
- Astyanax longior (Cope, 1878)[34]
- Astyanax maculatus (Müller & Troschel, 1845)
- Astyanax maculisquamis (Garutti & Britski, 1997)
- Astyanax magdalenae (Eigenmann & Henn, 1916)
- Astyanax marionae (Eigenmann, 1911)[24]
- Astyanax maximus (Steindachner, 1877)[35]
- Astyanax megaspilura (Fowler, 1944)[36]
- Astyanax mexicanus (De Filippi, 1853)[37]
- Astyanax microlepis (Eigenmann, 1913)[38]
- Astyanax microschemos (Bertaco & Lucena, 2006)
- Astyanax multidens (Eigenmann, 1908)[7]
- Astyanax mutator (Eigenmann, 1909)[39]
- Astyanax myersi (Fernández-Yépez, 1950)[40]
- Astyanax nasutus (Meek, 1907)[41]
- Astyanax nicaraguensis (Eigenmann & Ogle, 1907)[42]
- Astyanax notemigonoides (Fowler, 1911)
- Astyanax obscurus (Hensel, 1870)[43]
- Astyanax ojiara (Azpelicueta & Garcia, 2000)[44]
- Astyanax orbignyanus (Valenciennes, 1850)
- Astyanax orthodus (Eigenmann, 1907)[12]
- Astyanax pampa (Casciotta, Almirón & Azpelicueta, 2005)
- Astyanax paraguayensis (Fowler, 1918)[45]
- Astyanax parahybae (Eigenmann, 1908)
- Astyanax paranae (Eigenmann, 1914)
- Astyanax paranahybae (Eigenmann, 1911)[24]
- Astyanax paris (Azpelicueta, Almirón & Casciotta, 2002)[46]
- Astyanax pedri (Eigenmann, 1908)
- Astyanax pelecus (Bertaco & Lucena, 2006)[47]
- Astyanax pelegrini (Eigenmann, 1907)[48]
- Astyanax poetzschkei (Ahl, 1932)[49]
- Astyanax potaroensis (Eigenmann, 1909)
- Astyanax puka (Mirande, Aguilera & Azpelicueta, 2007)[50]
- Astyanax pynandi (Casciotta, Almirón, Bechara, Roux & Ruiz Diaz, 2003)
- Astyanax ribeirae (Eigenmann, 1911)[24]
- Astyanax rivularis (Lütken, 1875)[51]
- Astyanax robustus (Meek, 1912)[52]
- Astyanax ruberrimus (Eigenmann, 1913)[53]
- Astyanax rupununi (Fowler, 1914)
- Astyanax saguazu (Casciotta, Almirón & Azpelicueta, 2003)[54]
- Astyanax saltor (Travassos, 1960)[55]
- Astyanax scabripinnis (Jenyns, 1842))[2]
- Astyanax schubarti (Britski, 1964)[56]
- Astyanax scierus (Fowler, 1911)
- Astyanax scintillans (Myers, 1928)[57]
- Astyanax siapae (Garutti, 2003)[58]
- Astyanax stenohalinus (Messner, 1962)
- Astyanax stilbe (Cope, 1870)[59]
- Astyanax superbus (Myers, 1942)[60]
- Astyanax symmetricus (Eigenmann, 1908)[61]
- Astyanax taeniatus (Jenyns, 1842)[2]
- Astyanax totae (Ferreira Haluch & Albilhoa, 2005)[62]
- Astyanax trierythropterus (Godoy, 1970)[63]
- Astyanax troya (Azpelicueta, Casciotta & Almirón, 2002)[64]
- Astyanax tumbayaensis (Miquelarena & Menni, 2005)[65]
- Astyanax tupi (Azpelicueta, Mirande, Almirón & Casciotta, 2003)[66]
- Astyanax turmalinensis (Triques, Vono & Caiafa, 2003)[67]
- Astyanax unitaeniatus (Garutti, 1998)[68]
- Astyanax utiariti (Bertaco & Garutti, 2007)
- Astyanax validus (Géry, Planquette & Le Bail, 1991)[69]
- Astyanax varzeae (Abilhoa & Duboc, 2007)[70]
- Astyanax venezuelae (Schultz, 1944)[71]
- Astyanax villwocki (Zarske & Géry, 1999)[72][73][74][75][76][77][78][79]